# あびこ筋

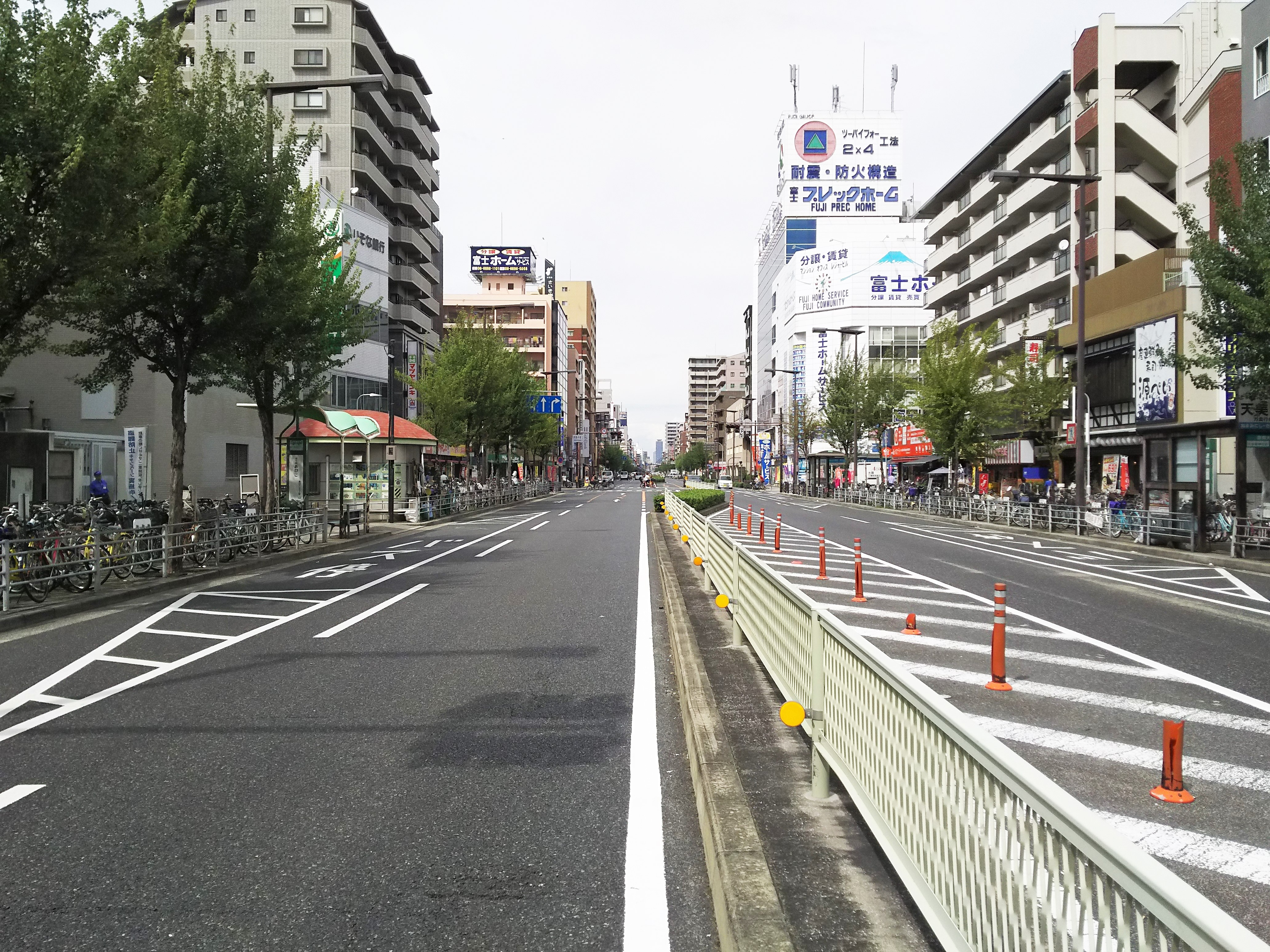
あびこ駅付近より北側を望む

あびこ筋（あびこすじ）とは、大阪市内を南北に走る道路の一つ。

## 概要
区間は大阪市阿倍野区の近鉄前交差点から住吉区の吾彦大橋（堺市との市境）までである。附属天王寺小学校前交差点では近鉄前方面と、国道25号杭全方面とが直進となっているが、これは杭全方面が後から開通し、近鉄前方面と我孫子方面がカーブしながら直進だったためである。現在では道路の案内にも便宜上、附属天王寺小学校前が起点として記されている。全線で地下にはOsaka Metro御堂筋線が走る。大阪府道28号大阪高石線の一部に当たる。
全ての区間が片側2車線の4車線道路となっている。

## 沿線情報

### 阿倍野区
- JR西日本・Osaka Metro 天王寺駅（天王寺区）
- 近鉄南大阪線 大阪阿部野橋駅
- あべのハルカス
- 阪堺電気軌道上町線 天王寺駅前駅
- 都シティ 大阪天王寺
- 大阪鉄道病院
- 大阪教育大学附属天王寺小学校
- 阿倍野区役所
- 大阪府立工芸高等学校・大阪市立第二工芸高等学校
- 地下鉄谷町線 文の里駅
- 大阪市立苗代小学校
- 地下鉄御堂筋線 昭和町駅
- 桃山学院中学校・高等学校
- 地下鉄御堂筋線 西田辺駅

### 住吉区
- 長居公園（東住吉区）
- 長居
- 地下鉄御堂筋線・JR阪和線 長居駅
- 大阪市立長居小学校
- 大阪市立我孫子中学校
- 地下鉄御堂筋線 あびこ駅
- 吾彦大橋

## 接続する道路
| 接続する道路など 北←＜あびこ筋＞→南                             | 接続する道路など 北←＜あびこ筋＞→南   | 交差点             | 交差点             | 交差点             |
| --------------------------------------------------------------- | ------------------------------------- | ------------------ | ------------------ | ------------------ |
| 都市計画道路 尼崎平野線（国道43号方面）                         |                                       |                    |                    |                    |
| ＜谷町筋＞ 府道30号大阪和泉泉南線                               | ＜あべの筋＞ 府道30号大阪和泉泉南線   | 近鉄前             | 大阪市             | 阿倍野区           |
| ＜天王寺バイパス＞ 府道28号大阪高石線                           | ＜天王寺バイパス＞ 府道28号大阪高石線 | 付属天王寺小学校前 | 大阪市             | 阿倍野区           |
| 国道25号＜浪速バイパス＞（杭全・奈良方面）                      |                                       |                    |                    |                    |
| 接続する道路など 西←＜あびこ筋＞→東                             | 接続する道路など 西←＜あびこ筋＞→東   | 交差点・ランプなど | 交差点・ランプなど | 交差点・ランプなど |
| 府道28号大阪高石線＜天王寺バイパス＞（上町筋・上本町6方面）     |                                       |                    |                    |                    |
| 阪神高速14号松原線                                              | 阪神高速14号松原線                    | 文の里出入口       | 大阪市             | 阿倍野区           |
| ＜松虫通＞ 都計木津川平野線                                     | ＜松虫通＞ 都計木津川平野線           | 昭和町駅前         | 大阪市             | 阿倍野区           |
| ＜南港通＞ 府道5号大阪港八尾線                                  | ＜南港通＞ 府道5号大阪港八尾線        | 西田辺駅前         | 大阪市             | 阿倍野区           |
| ＜長居公園通＞ 国道479号                                        | ＜長居公園通＞ 国道479号              | 長居               | 大阪市             | 住吉区             |
| 府道42号住吉八尾線                                              | 府道42号住吉八尾線                    | 地下鉄我孫子南     | 大阪市             | 住吉区             |
| 大和川                                                          | 大和川                                | 吾彦大橋           | 大阪市             | 住吉区             |
| 大阪府道28号大阪高石線 ＜ときはま線＞（中百舌鳥・浜寺公園方面） |                                       |                    |                    |                    |

脚注
1. ↑  北接するJRの線路を回避する構造のオーバーパス。側道が設置されていないので、交差点と天王寺バイパスの上本町方面は行き来が不可能。